# Вейцманівська астрофізична обсерваторія
Вейцманівська астрофізична обсерваторія — астрономічна обсерваторія в південному Ізраїлі, підпорядкована Науково-дослідному інституту імені Вейцмана. Обсерваторія спеціалізується на вивченні швидкоплинних астрономічних явищ, екзопланети та об'єктів Сонячної системи.

## Інструменти
- Large Array Survey Telescope (LAST) — оглядовий телескоп із великим полем зору. Являтиме собою масив із 48 ширококутних телескопів діаметром 28 см на 12 кріпленнях. Вступ в дію всіх 48 телескопів запланований на середину 2023 року[1][2][3].
- Multi-Aperture Spectroscopic Array (MAST) — запланована система з 20 оптичних 60-сантиметрових телескопів, які передають сигнал на високопродуктивні спектрографи[4].
- Fast Astronomical Survey Telescope (FAST) — 55-сантиметровий телескоп Шмідта, оснащений камерою швидкої обробки зображень[1][5][6].
- Pan-chromatic Array for Survey Telescopes (PAST) — запланована широкосмугова фотометрична решітка телескопів[1].